# Kotono Mitsuishi
Kotono Mitsuishi (japanisch 三石 琴乃 Mitsuishi Kotono; * 8. Dezember 1967 in Tokio, Japan) ist eine japanische Synchronsprecherin (Seiyū), Schauspielerin, Erzählerin und Sängerin.

## Leben
Kotono Mitsuishi wirkte schon in zahlreichen Anime-Produktionen mit. Zu ihren berühmtesten Sprechrollen zählen die der Usagi Tsukino in der international sehr erfolgreichen Magical Girl-Anime-Serien Sailor Moon und Sailor Moon Crystal und die der Misato Katsuragi in der Mecha-Anime-Serie Neon Genesis Evangelion. Nebenbei ist sie auch als Sängerin und Erzählerin tätig.

## Sprecherrollen (Auswahl)
- 1992–1997: Sailor Moon (als Usagi Tsukino und Chibi Chibi)
- 1993: Dragon Half (als Mink)
- 1996–2009: Tetsuwan Birdy (als Birdy Cephon Altera)
  - 1996–1997: Tetsuwan Birdy OVA
  - 2008: Tetsuwan Birdy: Decode
  - 2009: Tetsuwan Birdy: Decode:02
- 1995: Neon Genesis Evangelion (als Misato Katsuragi)
- 2001: Noir (als Mireille Bouquet und Odette Bouquet)
- 2002: Gundam Seed (als Murrue Ramius)
- 2004: Gundam Seed Destiny (als Murrue Ramius)
- seit 2006: Detektiv Conan (als Hidemi Hondo/Kir)
- seit 2007: Rebuild of Evangelion (als Misato Katsuragi)
- 2009–2011: One Piece (als Boa Hancock)
- 2014–2023: Sailor Moon Crystal (als Usagi Tsukino und Chibi Chibi)
- 2016: Detektiv Conan – Der dunkelste Alptraum (als Hidemi Hondo/Kir)
- seit 2020: Jujutsu Kaisen (als Mei Mei)